# Saint-Julien-de-Jonzy
Saint-Julien-de-Jonzy es una comuna francesa situada en el departamento de Saona y Loira, en la región de Borgoña-Franco Condado.

## Demografía
| 392 | 331 | 316 | 319 | 282 | 299 | 340 |
| Para los censos de 1962 a 1999 la población legal corresponde a la población sin duplicidades (Fuente: INSEE [Consultar]) |     |     |     |     |     |     |